# Silenedwergspanner
De silenedwergspanner (Eupithecia venosata) is een nachtvlinder uit de familie van de spanners, de Geometridae.

## Kenmerken
De voorvleugellengte bedraagt tussen de 10 en 14 millimeter. De basiskleur van de voorvleugel is lichtbruin, met donkerbruine dwarsbanden en aders, en twee witte dwarsbanden met donkere rand. De achtervleugel is bleek en vaag getekend met langs de rand wat duidelijker tekening, waardoor de vleugels in rust ook geheel getekend lijken.

## Waardplanten
De silenedwergspanner gebruikt soorten silene als waardplanten, meer specifiek blaassilene, dagkoekoeksbloem en Silene maritima. De rups is vooral te vinden in de zaaddozen. Hij overwintert als pop.

## Voorkomen
De soort komt verspreid over Noord-Afrika, vrijwel geheel Europa en het Midden Oosten voor. Oostelijk tot het Baikalmeer.

### Nederland en België
De silenedwergspanner is in Nederland en België een zeer zeldzame soort, die vooral bekend is uit het zuiden van België en het Nederlandse Zuid-Limburg. De vlinder kent jaarlijks één generatie die vliegt van halverwege april tot halverwege juni.